# Formica maxillosa
Formica maxillosa é uma espécie de formiga do gênero Formica, pertencente à subfamília Formicinae.